# MM82FE EL
MM82FE EL bezeichnet einen Schiffstyp von Doppelendfähren. Von dem Schiffstyp wurden drei Einheiten für die norwegische Reederei Fjord1 gebaut.

## Geschichte
Die am 21. Dezember 2017 bestellten Schiffe wurden auf der türkischen Werft Sefine Shipyard in Altınova für die norwegische Reederei Fjord1 in Florø gebaut. Der Schiffsentwurf stammte vom norwegischen Schiffsarchitekturbüro Multi Maritime in Førde.
Die Schiffe wurden zwischen November 2019 und Mai 2020 abgeliefert und von Fjord1 über den Hardangerfjord zwischen Ranavik und Skjersholmane bzw. Gjermundshamn und Årsnes eingesetzt.

## Beschreibung
Die Schiffe sind mit einem Hybridantrieb aus Akkumulatoren und dieselelektrischem Antrieb ausgerüstet. Im Normalbetrieb werden die Schiffe elektrisch angetrieben. An den beiden Enden der Fähren ist jeweils eine Propellergondel mit einem Zugpropeller installiert, der von je einem Elektromotor mit 1200 kW Leistung angetrieben wird. Die Elektromotoren werden aus Lithium-Ionen-Akkumulatoren gespeist. Für den Notbetrieb stehen zwei von Caterpillar-Dieselmotoren des Typs C32 angetriebene Generatoren zur Verfügung.
Die Fähren verfügen über ein durchlaufendes Fahrzeugdeck. Das Fahrzeugdeck ist im mittleren Bereich der Fähren mit den Decksaufbauten überbaut. Die nutzbare Durchfahrtshöhe beträgt 5 Meter. Auf dem Deck über dem Fahrzeugdeck befinden sich die Aufenthaltsräume für die Passagiere sowie nach beiden Enden offene Deckbereiche. Auf dem darüberliegenden Deck befinden sich unter anderem Bereiche für die Schiffsbesatzung. Oberhalb dieser beiden Decks befindet sich ein weiteres Deck, auf das mittig das Steuerhaus aufgesetzt ist.
Den Passagieren stehen an Bord ein Kiosk bzw. Automaten zur Verfügung.
Die Fähren können 83 Pkw befördern. Die Passagierkapazität ist mit 295 bzw. 299 Personen angegeben.

## Schiffe
| MM82FE EL  | MM82FE EL | MM82FE EL  | MM82FE EL                                      | MM82FE EL                        |
| Bauname    | Baunummer | IMO-Nummer | Kiellegung Stapellauf Ablieferung              | Strecke                          |
| ---------- | --------- | ---------- | ---------------------------------------------- | -------------------------------- |
| Hillefjord | 33        | 9850719    | 5. Oktober 2918 4. April 2019 4. November 2019 | Ranavik–Skjersholmane            |
| Florøy     | 34        | 9850721    | 5. Oktober 2018 5. April 2019 13. Januar 2020  | Ranavik–Skjersholmane            |
| Sildafjord | 35        | 9850733    | 18. Januar 2019 Mai 2020                       | Gjermundshamn–Årsnes(–Varaldsøy) |

Die Schiffe werden unter der Flagge Norwegens betrieben. Heimathafen ist Florø.